# Kriminalista (seriál)
Kriminalista je německý televizní seriál televize ZDF, vysílaný v letech 2006–2020.

## Děj
Seriál se odehrává v Berlíně. Bruno Schumann je vrchní kriminální inspektor z oddělení vražd. Jeho nejbližším kolegou je detektiv Henry Weber, kterého v 5. řadě nahradil Max Winter.

## Obsazení
| Christian Berkel          | Bruno Schumann |
| Frank Giering             | Henry Weber    |
| Antonia Cäcilia Holfelder | Inge Tschernay |
| Suzan Anbeh               | Lara Solovjev  |
| Janek Rieke               | Max Winter     |
| Maya Bothe                | Alex Keller    |
| Anna Blomeier             | Esther Rubens  |

## Vysílání
| Řada | Díly | Premiéra v Německu | Premiéra v Německu | Premiéra v ČR    | Premiéra v ČR      |
| Řada | Díly | První díl          | Poslední díl       | První díl        | Poslední díl       |
| ---- | ---- | ------------------ | ------------------ | ---------------- | ------------------ |
| 1    | 6    | 8. prosince 2006   | 19. ledna 2007     | 5. ledna 2015    | 9. února 2015      |
| 2    | 8    | 14. září 2007      | 25. ledna 2008     | 16. února 2015   | 13. dubna 2015     |
| 3    | 8    | 10. října 2008     | 29. května 2009    | 20. dubna 2015   | 8. června 2015     |
| 4    | 8    | 25. září 2009      | 12. března 2010    | 15. června 2015  | 10. srpna 2015     |
| 5    | 8    | 15. října 2010     | 18. března 2011    | 17. srpna 2015   | 12. října 2015     |
| 6    | 7    | 11. listopadu 2011 | 1. června 2012     | 19. října 2015   | 30. listopadu 2015 |
| 7    | 5    | 19. října 2012     | 16. listopadu 2012 | 7. prosince 2015 | 18. ledna 2016     |
| 8    | 4    | 3. května 2013     | 24. května 2013    | 25. ledna 2016   | 15. února 2016     |
| 9    | 8    | 8. listopadu 2013  | 21. března 2014    | 29. února 2016   | 18. dubna 2016     |
| 10   | 8    | 24. října 2014     | 27. března 2015    | 25. dubna 2016   | 27. června 2016    |
| 11   | 11   | 27. listopadu 2015 | 14. října 2016     | 4. července 2016 | 11. prosince 2017  |
| 12   | 10   | 21. dubna 2017     | 29. prosince 2017  | 21. května 2018  | 3. září 2018       |
| 13   | 6    | 16. listopadu 2018 | 28. prosince 2018  | 7. ledna 2022    | 25. března 2022    |
| 14   | 6    | 11. října 2019     | 23. listopadu 2019 | 14. ledna 2022   | 18. března 2022    |
| 15   | 6    | 28. srpna 2020     | 9. října 2020      | bude oznámeno    | bude oznámeno      |

## Přerušení natáčení
V létě roku 2010 náhle zemřel představitel Henryho Webera Frank Giering. Natáčení tak muselo být v polovině 5. řady pozastaveno a posléze byl nalezen jeho náhradník Janek Rieke. Detektiva Webera nechali scenáristé taktéž zemřít, a to na selhání srdce. První epizoda bez něj (Smrt gigola) začíná jeho pohřbem.